# 1473 Оунас
1473 Оунас (1473 Ounas) — астероїд головного поясу, відкритий 22 жовтня 1938 року.
Тіссеранів параметр щодо Юпітера — 3,349.